# Joseph Bukera
Joseph Bukera (Muyaga, 1933) es un jurista y político burundés, que se desempeñó como Secretario de Estado de Justicia, Seguridad e Inmigración de Burundi (1965) y Presidente de la Corte Suprema de Justicia de Burundi (1968-1974).

## Biografía
Nació en 1933 en Muyaga, parte de la provincia de Ruyigi, en la entonces colonia belga de Ruanda-Urundi. Étnicamente perteneciente al grupo tutsi, realizó su educación secundaria y gran parte de la educación secundaria en el Seminario Menor de Muyaga, antes de matricularse en el Seminario Mayor de Burasira, donde estudió durante dos años. Posteriormente estudió artes liberales en la Universidad Oficial del Congo y Ruanda-Urundi de 1958 a 1960, y se licenció en Derecho en la Universidad Libre de Bruselas (Bélgica) en 1964. Se casó con una mujer belga.
De regreso en el ahora independiente Reino de Burundi, comenzó una fructífera carrera que lo llevó a ser nombrado miembro de la Corte Suprema de Burundi el 15 de octubre de 1964. Unos meses después, en marzo de 1965, se convirtió en Secretario de Estado de Justicia, Seguridad (Surêté) e Inmigración en el nuevo gobierno del primer ministro Joseph Bamina. El Rey Mwambutsa IV también le encargó supervisar los preparativos del gobierno para las elecciones generales de mayo de 1965 como jefe de la comisión electoral. Bajo su dirección, las elecciones se desarrollaron en un ambiente libre y justo. Dejó su puesto como Secretario de Justicia el 10 de septiembre, siendo sustituido por Artémon Simbananiye.
En la Comisión Internacional de Juristas reunida en Dakar en enero de 1967, actuó como relator de un comité que estudiaba la opinión pública sobre el Estado de derecho.
Tras la proclamación de la República de Burundi, fue nombrado Presidente de la Corte Suprema el 29 de febrero de 1968 y en febrero de 1973 fue designado miembro de la Comisión de Estudio de Magistrados. Fue reemplazado por Gaéten Rugambara como Presidente de la Corte Suprema el 8 de octubre de 1974.